# Retortaszén
A retortaszenet retortagrafitként is szokták emlegetni. Igen kemény, tiszta szén, mely finom rétegekben rakódott le a világítógázgyárak azon agyagretortáinak falára, melyekben a kőszenet szárazon desztillálták. 
Némely világítógázgyárban nagy mennyiségben gyártották, mert kitűnő anyagot szolgáltatott a Bunsen-féle elektromos galvánelemhez, legfőképpen pedig az elektromos ívlámpák szenét készítették belőle.